# Фарусси, Дзанетта
Дзанетта Фарусси, настоящее имя Мария Джованна Фарусси, известная также как Ла Буранелла (итал. Maria Giovanna Farussi; 27 августа 1707, Венеция, Италия — 29 ноября 1776, Дрезден, Германия) — итальянская актриса, мать Джакомо Казановы.

## Биография
Джованна Мария Фарусси, известная как Дзанетта Фарусси, родилась на венецианском острове Бурано 27 августа 1707 года. Она была незаконнорождённой дочерью сапожника Джироламо Фарусси и Марции Бальдиссара, однако в 1709 году её родители заключили официальный брак. В шестнадцатилетнем возрасте, как пишет в своих мемуарах Джакомо Казанова, она познакомилась с актёром, танцором и скрипачом Гаэтано Казановой, в то время принадлежавшим к труппе театра Сан-Самуэле. Не надеясь получить согласие родителей Дзанетты на брак, Гаэтано похитил её и они обвенчались в июле 1724 года. В 1725 году умер Джироламо Фарусси, и его вдова простила молодожёнов, взяв, однако, с Гаэтано обещание, что её дочь никогда не ступит на театральную сцену. Обещание тем не менее было нарушено, и Дзанетта начала выступать в театре на второстепенных ролях.
В 1725 году у молодых супругов родился сын Джакомо. Сам он впоследствии предполагал в своих мемуарах, что его настоящим отцом мог быть Микеле Гримани, владелец театра. В том же году Гаэтано Казанова получил ангажемент в Лондоне, куда Дзанетта последовала за ним, оставив ребёнка матери. В Лондоне родился их второй сын, Франческо. В 1728 году супруги вернулись в Венецию, где Гаэтано вновь начал играть в театре Сан-Самуэле. Там же выступала и Дзанетта, под сценическим псевдонимом Ла Буранелла (от названия острова, на котором она родилась). В период с 1728 по 1732 год у Дзанетты родились три дочери, а в 1733 году — ещё один сын, возможно, не от Гаэтано.
В 1733 году Гаэтано Казанова умер, и его вдова, под именем Дзанетты Казанова, поступила в театральную труппу Джузеппе Имера. В том же году для труппы Имера начал работать Карло Гольдони. Возникшие между Имером и Дзанеттой отношения, в частности, неумеренная ревность со стороны Имера, вдохновили Гольдони на создание интермедии «Воспитанница»: истории о любви, ревности и уловках девушки, которую угнетает её опекун. Премьера «Воспитанницы» в декабре 1734 году имела большой успех. О самой Дзанетте Гольдони отзывался следующим образом: «В этой труппе было две актрисы для интермедий. Одна была вдовой, очень красивой и талантливой, её звали Дзанетта, и она играла молодых любовниц в комедиях». Когда Дзанетта Казанова покинула труппу, Гольдони об этом очень сожалел.
В 1735 году музыкант Пьетро Мира набирал в Венеции актёров, певцов и музыкантов для придворного театра в Санкт-Петербурге. В частности, Дзанетте, принявшей ангажемент, было положено жалованье в 800 рублей в год, что говорит о её популярности как актрисы. О её пребывании в Петербурге при дворе Анны Иоанновны известно немного. Неясно также, что заставило её в 1737 году вернуться в Венецию. В том же году она приняла другое приглашение — в курфюршество Саксонию — где стала придворной актрисой Фридриха Августа II. Вместе с другими итальянскими артистами Дзанетта Казанова дебютировала в Дрездене 12 мая 1738 года. В 1748 году состоялось её выступление в Варшаве. Когда в 1756 году началась Семилетняя война, многие итальянские актёры вернулись на родину, однако Дзанетта предпочла провести эти годы в Праге. В 1763 году она вернулась в Дрезден, где, благодаря щедрой пенсии, безбедно дожила до старости. Она умерла в Дрездене 29 ноября 1776 года.